# San Carlo Borromeo (Brusio)

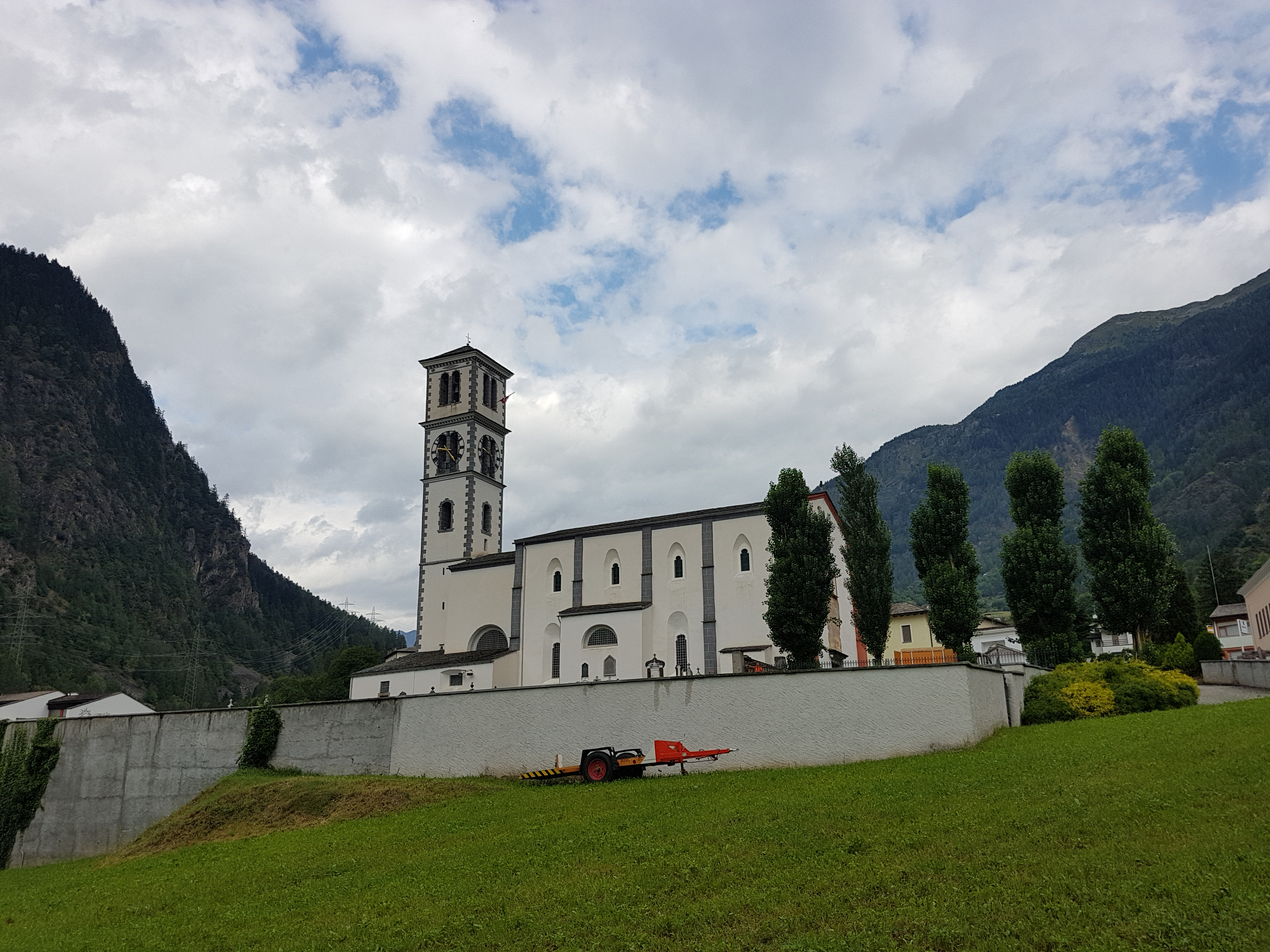
Katholische Kirche San Carlo Borromeo, Blick von Süden

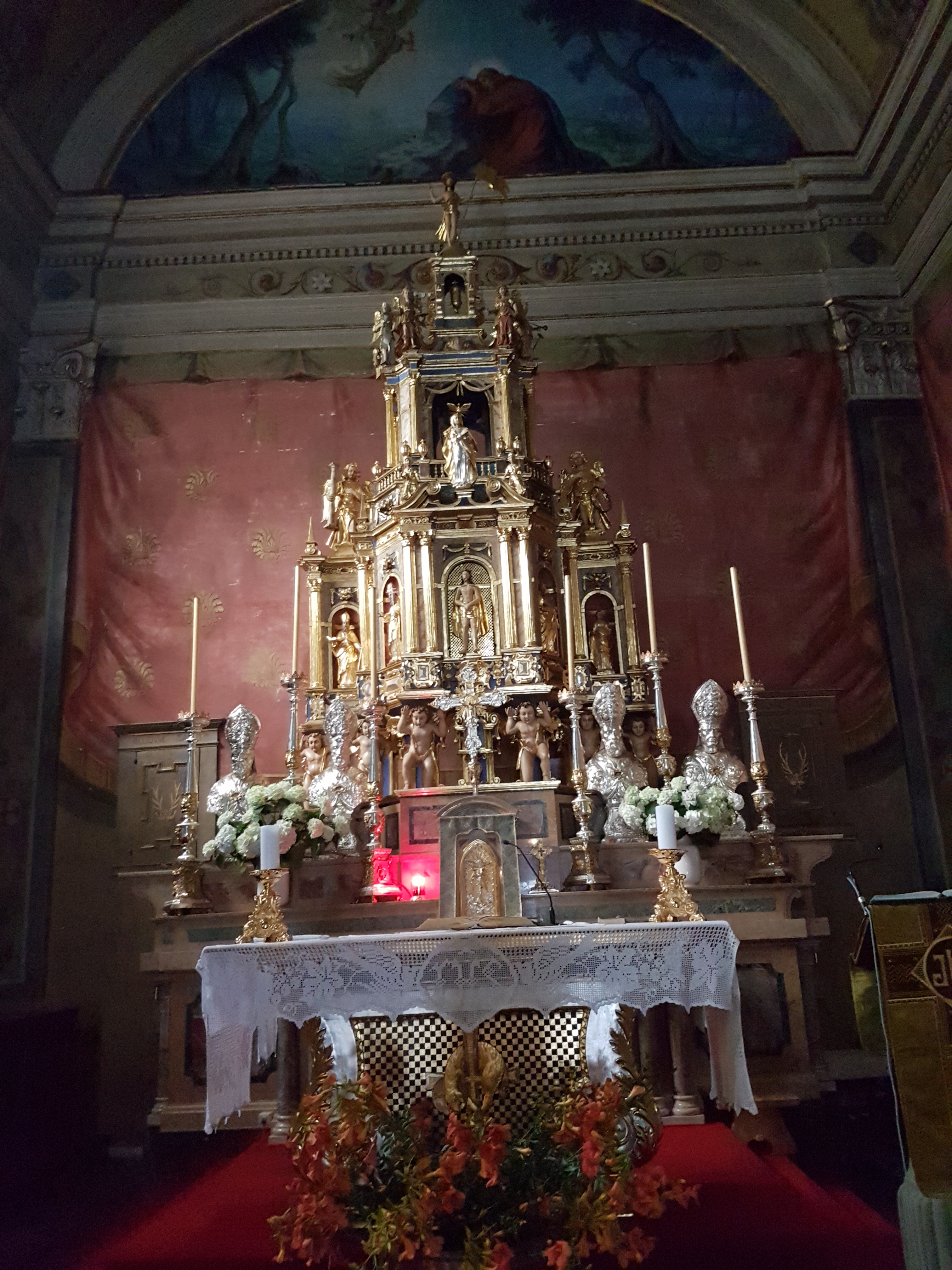
Altar

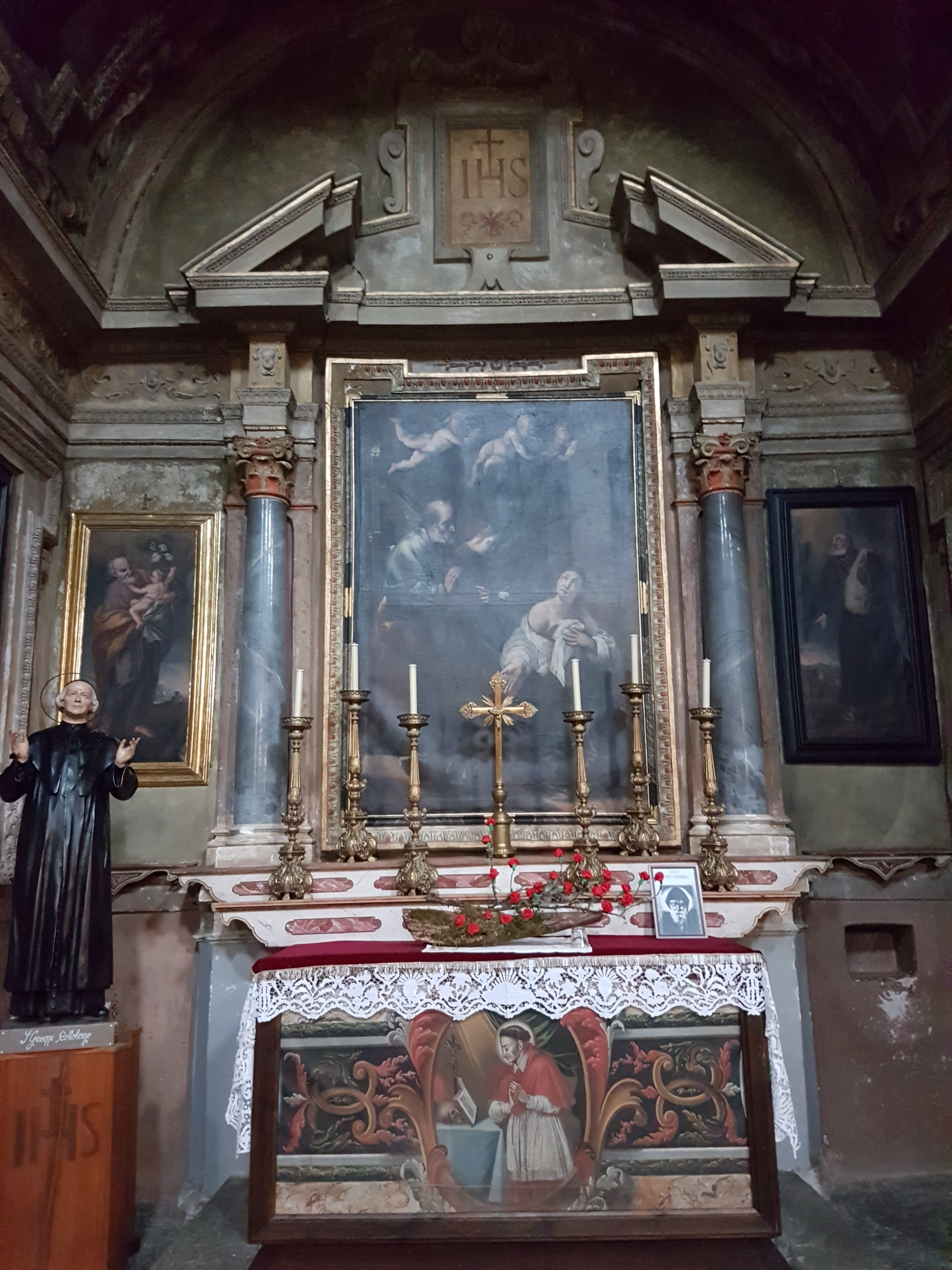
Seitenaltar. Darstellung des Besuchs Petrus bei der hl. Agatha im Gefängnis

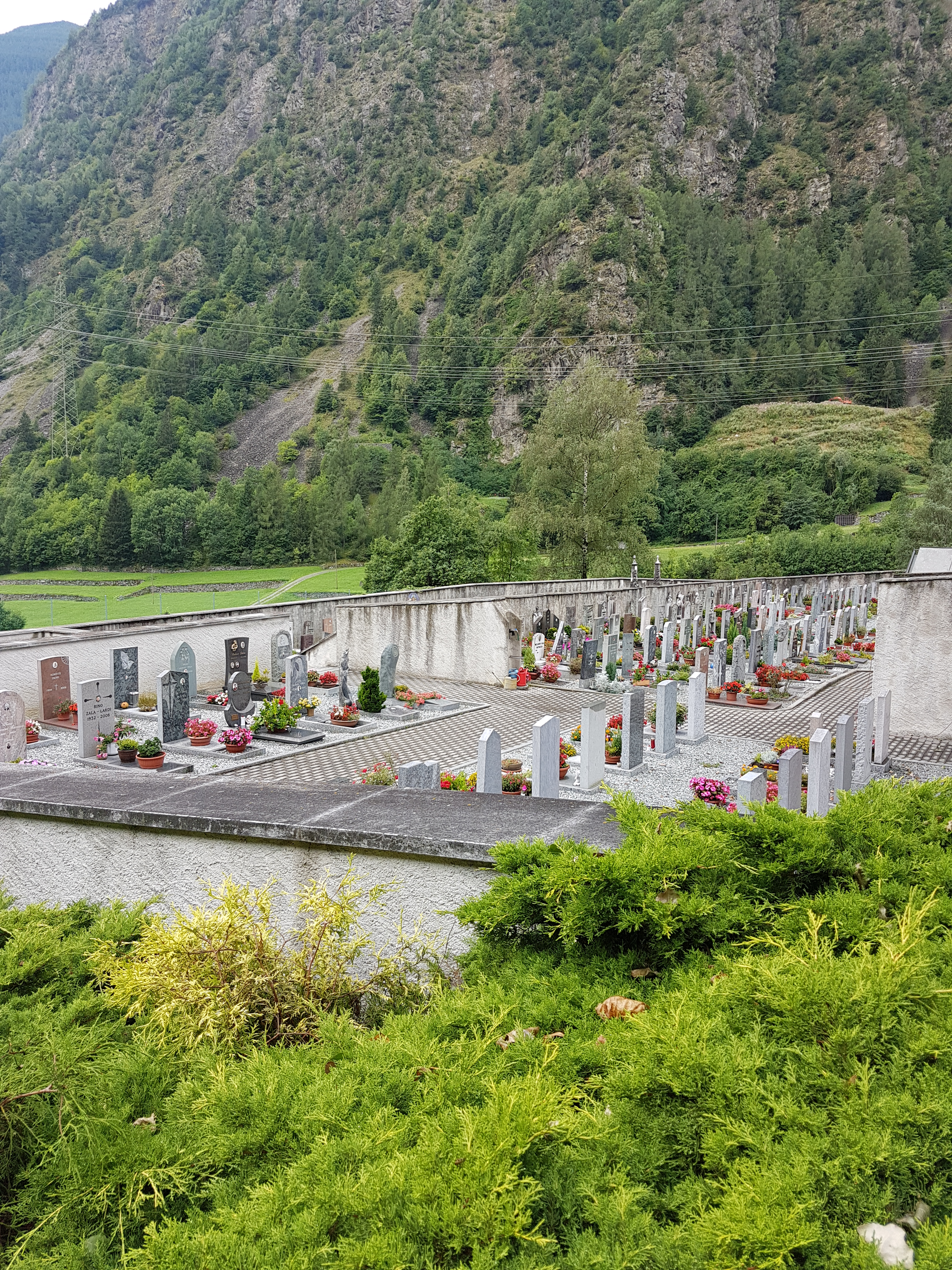
Friedhof, Blick von Nord-Osten

Die als Kulturgut besonders geschützte römisch-katholische Pfarrkirche San Carlo Borromeo  (auch St. Karl Borromäus) steht im Ortszentrum in der Gemeinde Brusio, Graubünden (Schweiz) in der Talschaft Puschlav (italienisch Val Poschiavo), Region Bernina, im Bistum Chur. Sie ist dem hl. Karl Borromäus gewidmet.

## Geschichte
Die Kirche wurde erstmals 1439 erwähnt und 1617/1618 – während der Zeit der Reformation – neu erbaut. Brusio war seit der Gegenreformation mehrheitlich katholisch und hat bis heute eine reformierte Minderheit.
1932, 1967/1968 und 2001 erfolgten Renovierungsarbeiten an der Kirche.

## Gebäude

### Aussen
Beim Gebäude handelt es sich um eine frühbarocke Anlage mit gerade geschlossenem Chor, die von Westen (Chor) nach Osten (Haupteingang) ausgerichtet ist. Der Turm steht im Westen vor dem Chor, an das Gebäude an einer Seite angebaut. Das Dach der Kirche (Satteldach) und des Turmes (Zeltdach) ist mit Schiefertafeln eingedeckt. Die markanten, dunkelgrau gemalten, gestuften Strebepfeiler und die nach aussen leicht zugespitzten Oberlichter sind spätgotische Relikte.
Drei Seiten des Turmes weisen in Höhe der mittleren Schallöffnungen eine Uhr mit aufgemaltem Ziffernblatt mit römischen Ziffern auf.
Über dem Haupteingang befindet sich ein Fassadengemälde des gekreuzigten Jesus mit Karl Borromäus (rechts) und Maria (links) zu Füssen. Es stammt aus der 2. Hälfte des 18. Jahrhunderts. Das Portal selbst stammt gemäss Inschrift aus 1617.
Südlich der Kirche, direkt angrenzend an die Liegenschaft, befindet sich der Friedhof der katholischen Gemeinde.

### Innen
Die Kirche weist im Inneren ein Tonnengewölbe auf. Das dritte Joch ist flankiert von niederen Seitenkapellen mit Lünettenfenstern. Die Ausmalung stammt aus dem Jahr 1932, Stuckaturen stammen aus der 2. Hälfte des 18. Jahrhunderts. Der Tabernakelaltar (um 1625) ist in Form eines zweigeschossigen Tempels ausgeführt, darauf befinden sich vier silbergefasste Reliquienbüsten.
Die Altäre der Seitenkapellen sind mit Stuckmarmor (Stucco lustro) ausgeführt. In der Kirche befinden sich zwei Altargemälde aus der Zeit um 1640 von Antonio Crespi Castoldi, genannt «Il Bustino». Diese stellen dar, wie Petrus die hl. Agatha im Gefängnis besucht und Mariä Himmelfahrt. In der nördlichen Seitenkapelle sind vier Tafelbilder aus dem 17. und 18. Jahrhundert. Diese zeigen den hl. Dominikus und die hl. Katharina (beide 17. Jahrhundert), den hl. Joseph und den hl. Felix von Cantalice (1730) von Giovanni Cristoforo Eysenegger. An rechten Wand des Kirchenschiffs befindet sich ein abgelöstes Wandbild mit Kreuzigung aus der Zeit um 1695. Dieses stammt aus dem abgebrochenen Pfarrhaus.
Die rechteckige Kanzel stammt aus der Mitte des 17. Jahrhunderts und ist mit Schnitzereien verziert. Der Taufstein ist aus hellem Granit und stammt aus der Zeit um 1620–1630. Er hat einen tempelförmigen, sechseckigen Holzaufsatz aus dem 17. Jahrhundert. Das aus hellem Stein gefertigte Weihwasserbecken stammt aus der ersten Hälfte des 17. Jahrhunderts.
Die Orgel wurde durch Marzoli e Rossi (Varese) 1933 eingebaut. Sie umfasst 16 Register auf zwei Manualen und Pedal.